# 木下鈴奈
木下 鈴奈（きのした すずな、1983年8月5日 - ）は、日本の女優、タレント、声優、元アイドル、ピュアリティーズの元メンバー。月虹所属。東京都出身。

## 来歴
2003年1月よりオフィスカレントの所属となり、同年、エンタ!371の『Cawaii!! アイドル2』でデビュー。2006年8月には中野系アイドルユニット「ピュアリティーズ」を結成した。
のちにアイドル活動と並行して声優活動も行い、現在は声優業をメインとする。アイドル活動以前から声優演技研究所で演技を6年間学び、2006年4月より賢プロダクションに所属。ベルプロダクション、ジョイントオフィスを経て、同社の制作1部（声優部門）が分社化し設立された月虹に所属している。

## 出演
太字はメインキャラクター。

### テレビアニメ
2006年
- こてんこてんこ（子供1）
- DEATH NOTE（女子3）
- NANA（生徒）

2007年
- がくえんゆーとぴあ まなびストレート!（生徒）
- それいけ!アンパンマン（2007年 - 2011年、トンちゃん、大太鼓まん〈2代目〉、ネコ美）

2008年
- アリソンとリリア（子供達）
- クレヨンしんちゃん（ユカ）
- 忍たま乱太郎（くノ一、娘）
- のらみみ（女の子たち、風船の女の子）

2009年
- こばと。（ゆかり）

2010年
- 名探偵コナン（客）

2013年
- 超ゼンマイロボ パトラッシュ（2013年 - 2014年、ネロ）

2015年
- おくさまが生徒会長!（女子生徒達）
- だんちがい（ウェンディー 他）
- レーカン!（おかっぱ少女）

2016年
- おくさまが生徒会長!+!（女子生徒）
- おじさんとマシュマロ（町田、子供たち）
- 腐男子高校生活（女性店員、女子生徒C、腐女子C）
- 魔法少女?なりあ☆がーるず（女生徒）

2017年
- 王様ゲーム The Animation（雪村美月）

2018年
- まめねこ（あずき）
- レディスポ（サビーナ）
- 奴隷区 The Animation（豊島アヤカ）
- 踏切時間（駒場みさき）
- 京都寺町三条のホームズ（宮下香織）

2019年
- 超可動ガール1/6（ノーナ / 裏ノーナ）
- ノブナガ先生の幼な妻（織田市香）
- 魔王様、リトライ!（2019年 - 2024年、トロン、ブルーフォックス） - 2シリーズ

2020年
- みっちりわんこ!あにめ〜しょん（モコ）
- ピーター・グリルと賢者の時間（2020年 - 2022年、次回予告、ルーシー・グリル、オートマトン） - 2シリーズ

2021年
- バトルアスリーテス大運動会 ReSTART!（ジョアン）
- 恋と呼ぶには気持ち悪い（映画アナウンス）
- 真の仲間じゃないと勇者のパーティーを追い出されたので、辺境でスローライフすることにしました（アル）

2022年
- リーマンズクラブ（レポーター）
- 阿波連さんははかれない（2022年 - 2025年、女性店員、女児、生徒） - 2シリーズ

2023年
- 異世界ワンターンキル姉さん 〜姉同伴の異世界生活はじめました〜（女の子、スライム、ロイ）
- てんぷる（店員）
- 僕らの雨いろプロトコル（Sharon、客B）

2024年
- じいさんばあさん若返る（中田幸助）
- モブから始まる探索英雄譚（スナッチ）
- 魔王様、リトライ!R（ブルーフォックス	）

### 劇場アニメ
- 劇場版IDOL舞SHOW（2022年、会場アナウンス）

### Webアニメ
- 戦国ダンス STEP ON THE WARRIOR（2014年、細川幽斎）[16]
- クソゲーって言うな!（2020年、メリィ[17]）
- トラとミケ（2021年、上田娘）

### ゲーム
2007年
- ルミナスアーク（アリス）

2008年
- ルミナスアーク2 ウィル（アリス）
- 桃色大戦ぱいろん（ルミナ＝ルネサ）

2009年
- テイルズ オブ グレイセス（ソフィ〈モーションアクター〉、ポアソン〈声・モーションアクター〉）

2010年
- テイルズ オブ グレイセス エフ（ソフィ〈モーションアクター〉、ポアソン〈声・モーションアクター〉）

2011年
- NOISE―voice of snow―（イリス）

### ドラマCD
- 魔人探偵脳噛ネウロ（空流まゆ）
- こ惑星接近（2014年）
- 戦国ダンス STEP ON THE WARRIOR（2014年、細川幽斎）[16]
- ラビット☆パラダイス（2015年、安藤美早[18]）

### 吹き替え
- 齢5000年の草食ドラゴン、いわれなき邪竜認定（2023年、ルナ、セーレンの村人A）

### デジタルコミック
- 隣のよし子ちゃん（2024年、女子クラスメイト）[19]

### ボイスドラマ
- BE MY BABY 完全版（2018年、一ノ瀬咲[20]）

### 特撮
- オーズ・電王・オールライダー レッツゴー仮面ライダー（2011年）
- 劇場版 仮面ライダーオーズ WONDERFUL 将軍と21のコアメダル（2011年）
- 仮面ライダー×スーパー戦隊 スーパーヒーロー大戦（2012年）
- 仮面ライダー×スーパー戦隊 超スーパーヒーロー大戦（2017年）
- 仮面ライダー 令和 ザ・ファースト・ジェネレーション（2019年）

### 番組
※はインターネット配信。
- ラブハリケーン（2004年 月 - 、MXTV）レギュラー出演
- エンタ☆天国! -楽園の女神たち-（2005年 月 - 、MXTV）レギュラー出演
- 『ぷっ』すま（2007年4月、テレビ朝日）
  - 「ペア当て眼力バトル！リアル神経衰弱!!」アイドルとオタクでの神経衰弱で出演。Webサイトでは「声優」として紹介。
- 木下鈴奈・太田彩華の「いきなりごめんなさい」（2020年、YouTube※）

### 映画
- GACHAPON（2004年9月、JVD） - 看護婦 役
- レストラン（2005年11月、セブンスアイ・プランニング） - 小島絵美 役

### 舞台
- One Dozen Win（2004年、ふわふわふう）
- パーティーシェイク（2004年、炭酸ズノウプロジェクト）
- Lit Klatch リーディングシアター「ホス探へようこそ」（2008年11月29日、四谷Live inn Magic）ユキ
- うわの空・藤志郎一座
  - 「ポリフォニック」（2009年5月3日〜5日、紀伊國屋ホール）
  - 「悲しみにてやんでぃ」（2009年10月3日〜12日、アイピット目白）
  - 「ダブルファンタジー」（2011年1月8日〜10日、アイピット目白）
  - 「ただいま！」（2013年5月3日〜5日、紀伊國屋ホール）
  - 「まことの座り方」「Will」２本立て（2014年1月31日〜2月2日、新宿タイニイアリス）
- Lit Klatch リーディングシアター「ホス探へようこそ episode2」（2009年10月3日、南大塚ホール） 優奈
- Lit Klatch リーディングシアター03「リカバリ-Recovery-」（2010年12月4日・5日、Studio Cube326 ARC）
- 劇団おれんじジャム旗揚げ公演「いつものカフェを」（2015年3月18日〜22日、中野スタジオあくとれ）

### CM
- モバ天.com（2003年）
- アコム「コールセンター編30秒版」ほか（2004年）
- 東海メガネコンタクト（2006年）（神奈川ローカル）

### Vシネマ
- 特撮DVD「マイティレディセイヴァーズ」（2004年） - 主演・アユハラスズナ 役
- 特撮DVD「マイティレディアルテミス2」（2005年）
- マイティレディベルセリオ（2010年）
- 仮面ライダーW RETURNS 仮面ライダーエターナル（2011年）

### ラジオ
- 木下鈴奈・宮世真理子・乙幡美成のおかえりなさいませ!（2021年、FM西東京）[21]

### その他
- 声優がラーメンを食べてみた。（2018年）[22]
- 声優がねってみた&たべてみた。（2019年）[23]

## ディスコグラフィ

### キャラクターソング
| 発売日       | 商品名                                     | 歌                                 | 楽曲                           | 備考                                                   |
| ------------ | ------------------------------------------ | ---------------------------------- | ------------------------------ | ------------------------------------------------------ |
| 2016年3月9日 | おじさんとマシュマロ Song Collection Vol.1 | 向井（田口香織）、町田（木下鈴奈） | 「yell」                       | テレビアニメ『おじさんとマシュマロ』エンディングテーマ |
| 2016年3月9日 | おじさんとマシュマロ Song Collection Vol.2 | 木下鈴奈                           | 「たべっこマシュマロCMソング」 | テレビアニメ『おじさんとマシュマロ』関連曲             |

### DVD
- 1st DVD「Charming Bell」（2003年12月）
- 「デルタの妖精」（2004年）

### MDV
- 「ホップ・ステップ・ジャンプ」（2004年8月、楽天）
- 「Can☆Can」（2004年10月）

## 書籍等

### デジタル写真集（PDFによる）
- 1st写真集「SUZUNA」（2003年4月、電子書店パピルス）
- 2nd写真集「Charming Bell」（2003年9月、電子書店パピルス）

### シリーズ一覧
1. ↑  第1作（2019年）、第2作『R』（2024年）
2. ↑  第1期（2020年）、第2期『Super Extra』（2022年）
3. ↑  第1期（2022年）、第2期『season2』（2025年）

### 初出話一覧
1. 1 2  第12話初出
2. 1 2  第2期 第4話初出
3. ↑  第1期 第11話初出
4. ↑  第2期 第12話初出
5. ↑  第1話初出
6. ↑  第2話初出
7. ↑  第7話初出
8. ↑  第11話初出
9. ↑  第4話初出
10. ↑  第6話初出
11. ↑  第5話初出
12. ↑  第8話初出